# Erich Beyreuther
Walter Hans Erich Beyreuther (né le 23 mai 1904 à Oberröslau et mort le 7 janvier 2003 à Schriesheim) est un pasteur luthérien allemand et professeur d'histoire de l'Église spécialisé dans le piétisme.

## Biographie
Erich Beyreuther s'installe à l'Université de Leipzig en 1926 pour étudier la théologie protestante. Il termine ses études en 1932 et devient vicaire . En 1938, il se marie avec Ilse Bäuerle. Le couple a trois enfants. À partir de 1931, il est pasteur et s'occupe parfois de quatre congrégations. Cela l'empêche de poursuivre une carrière universitaire.
En 1946, Beyreuther devient curé à Stürza. Cinq ans plus tard, l'université lui décerne un doctorat en théologie protestante. La thèse s'intitule Bartholomäus Ziegenbalg, Théologie et conscience de la mission. En 1953, il reçoit son habilitation avec l'ouvrage August Hermann Francke et l'œcuménisme et reçoit l'année suivante un poste d'enseignant en histoire de l'Église à la faculté de théologie de l'Université de Leipzig.
Beyreuther occupe le poste d'enseignant et de pasteur jusqu'en 1956. Cette année, la faculté l’embauche comme maître de conférences en histoire de la religion et de l’Église. Il reçoit un contrat de recherche de la Fondation allemande pour la recherche en 1960. Cependant, il ne peut pas obtenir sa propre chaire en raison des conditions en RDA. Pour cette raison et parce qu'il est impliqué dans le procès Schmutzler (de), il quitte Leipzig en 1962 et devient maître de conférences privé en histoire de l'Église à l'Université d'Erlangen, puis promu professeur adjoint l'année suivante.
Beyreuther est professeur invité à l'Université de Munich en 1968, mais il abandonne le poste d'Erlangen l'année suivante. En 1987, il reçoit la Croix du mérite avec ruban de l'Ordre du mérite de la République fédérale d'Allemagne. Il décède en 2003 à l'âge de 98 ans.

## Travaux
Beyreuther se penche sur le protestantisme aux époques baroque et rococo et est considéré comme très connu dans ce domaine. Dans sa thèse et sa thèse d'habilitation, il élabore les relations globales du piétisme. Entre autres choses, il s'intéresse notamment à Nikolaus Ludwig von Zinzendorf et écrit une biographie sur lui en trois parties. Il écrit également un ouvrage sur Philipp Jacob Spener. Ces deux œuvres le rendent célèbre. En 1978, il rassemble plusieurs ouvrages sur le piétisme et les publie dans la collection Geschichte des Pietismus.

## Publications (sélection)
- Der junge Zinzendorf. Marburg an der Lahn 1957.
- Geschichte der Diakonie und Inneren Mission in der Neuzeit. Berlin 1983,
- Die grosse Zinzendorf-Trilogie. Marburg 1988.
- Ludwig Hofacker (de). Wuppertal 1988.
- Nikolaus Ludwig von Zinzendorf. Selbstzeugnisse und Bilddokumente. Eine Biographie. Gießen/Basel 2000.
- Studien zur Theologie Zinzendorfs. Gesammelte Aufsätze. Hildesheim/Zürich/New York 2000.